# Tekkie
Tekkie [tɛki] (auch Techie) ist eine aus dem Englischen stammende umgangssprachliche Bezeichnung für einen enthusiastischen Nutzer oder Erfinder von technischen Errungenschaften unterschiedlicher Art.
Das Wort Tekkie bzw. Techie ist phonetisch abgeleitet vom englischen Wort „tech(nical)“ bzw. „technician“. Es kam in den 1960er Jahren im englischen Sprachraum auf. Anfangs wurde es umgangssprachlich als Abkürzung für „technical college student“ verwendet, später auch als Abkürzung für technische Experten verschiedener Berufe, zum Beispiel im Bereich Bühnentechnik. Seit den 1980er Jahren hat sich die Schreibweise mit Doppel-„k“ durchgesetzt, da so länderübergreifend die korrekte Sprechweise [tek-ee] gewahrt bleibt.
Im Gegensatz zu den verwandten Typisierungen Nerd und Geek steht Tekkie nicht für subkulturelle Außenseiter und Computerfreaks, sondern kann auf jeden angewendet werden, der sich leidenschaftlich mit Technik beschäftigt. Tekkies können Menschen sein, die an einer Technischen Universität studieren oder in einem technischen Beruf arbeiten, zum Beispiel als Ingenieur oder Software-Entwickler, oder in Bereichen wie Forschung, Raumfahrt und Automobilindustrie tätig sind. Die Bezeichnung kann jedoch ebenso auf einfach technikaffine Menschen angewendet werden, zum Beispiel aus der Do-it-yourself-Kultur. Viele beschäftigen sich in ihrer Freizeit als Bastler, Maker oder Tüftler, etwa im Bereich Modellbau. Durch den Einzug moderner Computer- und Smartphone-Technologie in den Alltag ist der Begriff Tekkie inzwischen auch für reine Technik-Nutzer gebräuchlich, zum Beispiel in den Bereichen Smart Home oder Internet der Dinge.